# Route nationale 210 (Chine)
Pour les articles homonymes, voir Route nationale 210.
La route nationale 210 ou G 210 est une route nationale de Chine qui part de Baotou en Mongolie-Intérieure pour aller jusque Nanning dans le Guangxi. La route mesure près de 3 097 km. Près de Xi'an, la route emprunte le tunnel de Zhongnanshan.

## Étapes
La liste suivante recense quelques étapes au fil de la route, ainsi que leur distance par rapport au début de la route, à Baotou.
| Étape                | Subdivision         | Distance à Baotou |
| -------------------- | ------------------- | ----------------- |
| Baotou               | Mongolie-Intérieure | 0                 |
| Bannière de Dalad    | Mongolie intérieure | 44                |
| Dongsheng            | Mongolie intérieure | 136               |
| Bannière d'Ejin Horo | Mongolie intérieure | 176               |
| Yulin                | Shaanxi             | 347               |
| Mizhi                | Shaanxi             | 429               |
| Suide                | Shaanxi             | 460               |
| Qingjian             | Shaanxi             | 523               |
| Zichang              | Shaanxi             | 570               |
| Yan'an               | Shaanxi             | 663               |
| Ganquan              | Shaanxi             | 703               |
| Luochuan             | Shaanxi             | 787               |
| Huangling            | Shaanxi             | 829               |
| Yijun                | Shaanxi             | 861               |
| Tongchuan            | Shaanxi             | 910               |
| Yaoxian              | Shaanxi             | 930               |
| Sanyuan              | Shaanxi             | 979               |
| Xi'an                | Shaanxi             | 1 017             |
| Ningshan             | Shaanxi             | 1 201             |
| Shiquan              | Shaanxi             | 1 278             |
| Zhenba               | Shaanxi             | 1 424             |
| Wanyuan              | Sichuan             | 1 513             |
| Dazhou               | Sichuan             | 1 664             |
| Dazhu                | Sichuan             | 1 739             |
| Linshui              | Sichuan             | 1 804             |
| Yubei                | Chongqing           | 1 897             |
| Chongqing            | Chongqing           | 1 923             |
| Banan                | Chongqing           | 1 954             |
| Qijiang              | Chongqing           | 2 014             |
| Tongzi               | Guizhou             | 2 191             |
| Zunyi                | Guizhou             | 2 253             |
| Xifeng               | Guizhou             | 2 344             |
| Guiyang              | Guizhou             | 2 418             |
| Longli               | Guizhou             | 2 455             |
| Guiding              | Guizhou             | 2 478             |
| Duyun                | Guizhou             | 2 574             |
| Dushan               | Guizhou             | 2 641             |
| Nandan               | Guangxi             | 2 765             |
| Du'an                | Guangxi             | 2 938             |
| Mashan               | Guangxi             | 2 967             |
| Wuming               | Guangxi             | 3 052             |
| Nanning              | Guangxi             | 3 097             |

- (en) Cet article est partiellement ou en totalité issu de l’article de Wikipédia en anglais intitulé « China National Highway 210 » (voir la liste des auteurs).